# Striga forbesii
Striga forbesii är en snyltrotsväxtart som beskrevs av George Bentham. Striga forbesii ingår i släktet Striga och familjen snyltrotsväxter. Inga underarter finns listade i Catalogue of Life.